# براندان لونش
براندان لونش (بالإنجليزية: Brendan Lynch)‏ هو لاعب كرة القدم الغالية أيرلندي، ولد في 1949 في Beaufort, County Kerry ‏ في جمهورية أيرلندا.